# مایکروبراکیس
مایکروبراکیس (نام علمی: Microbrachis) نام یک سرده از زیررده پوک‌مهرگان است.